# Salosaari (ö i Norra Savolax)
Salosaari är en ö i Finland. Den ligger i sjön Myhinjärvi och i kommunen Rautalampi i den ekonomiska regionen  Inre Savolax ekonomiska region  och landskapet Norra Savolax, i den centrala delen av landet, 280 km norr om huvudstaden Helsingfors. Öns area är 46 hektar och dess största längd är 1,3 kilometer i nord-sydlig riktning.